# Поклонението на влъхвите (Гирландайо, Уфици)
„Поклонението на влъхвите“ (на италиански: Adorazione dei Magi Tornabuoni) е картина на италианския ренесансов художник Доменико Гирландайо, нарисувана през 1487 г., изобразяваща библейската сцена „Поклонение на влъхвите на младенеца Исус“. Изображението е с размери диаметър 172 см. – тип тондо, и се намира в галерия „Уфици“ във Флоренция.

## История
Картината е нарисувана през 1487 г., и най-вероятно е поръчана от Джовани Торнабуони, по времето когато Доменико Гирландайо е ангажиран с работата по стенописите в капела Торнабуони във флорентинската църква „Санта Мария Новела“. Според съчинението на Джорджо Вазари – Le vite de' più eccellenti pittori, scultori, e architettori , Lorenzo Torrentino, Firenze 1550; 2-ро пр. и доп.изд.: Giunti Editore, Firenze 1568, картината е била предназначена за украса на техния дом.
Картината постъпва в колекциите на „Уфици“ през 1780 г., без да е отбелязано предишното и местоположение. Копие на картината, направено от Бенедето Гирландайо се намира в Палацо Пити (инв. Palatine п. 358).